# Балакескенсор
Балакескенсор (каз. Балакескенсор — буквально «солончак, около которого сделали обрезание мальчику»; также — Балыкескенсор) — солёное озеро в Казахстане.
Находится юго-восточнее села Бозтал на границе Ерейментауского района Акмолинской области и территории городского акимата Экибастуз Павлодарской области.
Высота над уровнем моря 316 м. Имеет несколько сезонных притоков. На северной стороне — развалины Булак.